# Suzuki XL7 Pikes Peak Special

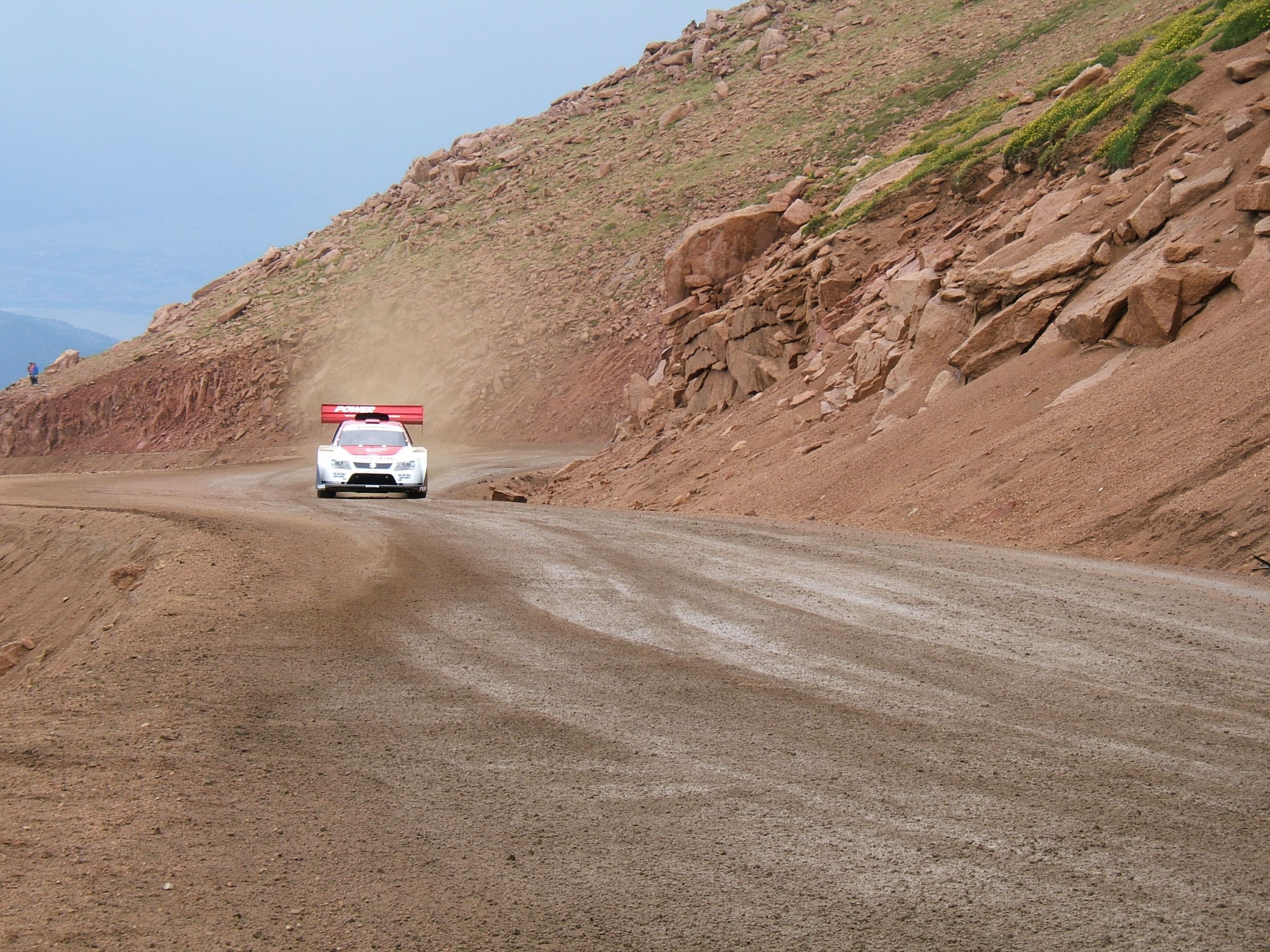
Suzuki XL7 Pikes Peak Special participando en una competición en 2006.

El Suzuki XL7 Pikes Peak Special es un automóvil todoterreno de la marca japonesa Suzuki preparado especialmente para competir en las escaladas de montañas de los Estados Unidos.
Entre otros elementos aerodinámicos, tiene un gran alerón trasero y muchas entradas de aires en el techo. Su carrocería es de fibra de carbono, su motor de gasolina V6 de 3.6 litros de cilindrada tiene dos turbocompresores y desarrolla 1007 CV de potencia máxima.
Este automóvil tiene el récord de tiempo en el Pikes Peak International Hill Climb, un récord batido por el presidente de Suzuki Sport Company, Nobuhiro Tajima. y además en uno de los mejores automóviles de las saga Gran turismo
- Datos: Q1416972
- Multimedia: Suzuki Sport XL7 Hill Climb Special / Q1416972